# Campeonato Europeo de Pentatlón Moderno de 2011
El XX Campeonato Europeo de Pentatlón Moderno se celebró en Medway (Reino Unido) entre el 28 de julio y el 1 de agosto de 2011 bajo la organización de la Unión Internacional de Pentatlón Moderno (UIPM) y la Federación Británica de Pentatlón Moderno.
Las competiciones se efectuaron en cuatro instalaciones del centro deportivo Medway Park de la ciudad inglesa.

## Masculino

### Individual
| Puesto | Atleta              | País    | ESG  | NAT  | HÍP  | CAR + TIR | Total |
| ------ | ------------------- | ------- | ---- | ---- | ---- | --------- | ----- |
| Oro    | Andréi Moiseyev     | Rusia   | 1024 | 1376 | 1180 | 2416      | 5996  |
| Plata  | Sergéi Kariakin     | Rusia   | 928  | 1372 | 1180 | 2472      | 5952  |
| Bronce | Dmytro Kirpulianski | Ucrania | 928  | 1352 | 1180 | 2436      | 5896  |

### Equipos
| Puesto | País            | ESG  | NAT  | HÍP  | CAR + TIR | Total  |
| ------ | --------------- | ---- | ---- | ---- | --------- | ------ |
| Oro    | Rusia           | 2616 | 4044 | 3412 | 7496      | 17.568 |
| Plata  | Italia          | 2208 | 3896 | 3540 | 7788      | 17.432 |
| Bronce | República Checa | 2256 | 3912 | 3448 | 7592      | 17.208 |

### Por relevos
| Puesto | Atletas                                                | País        | ESG | NAT  | HÍP  | CAR + TIR | Total |
| ------ | ------------------------------------------------------ | ----------- | --- | ---- | ---- | --------- | ----- |
| Oro    | Róbert Kasza Ádám Marosi Bence Demeter                 | Hungría     | 946 | 1400 | 1140 | 3132      | 6618  |
| Plata  | Łukasz Klekot Bartosz Majewski Szymon Staśkiewicz      | Polonia     | 838 | 1304 | 1160 | 3156      | 6458  |
| Bronce | Dzmitri Meliaj Mikalái Gayanouski Stanislau Zhurauliou | Bielorrusia | 748 | 1388 | 1160 | 3104      | 6400  |

## Femenino

### Individual
| Puesto | Atleta            | País     | ESG  | NAT  | HÍP  | CAR + TIR | Total |
| ------ | ----------------- | -------- | ---- | ---- | ---- | --------- | ----- |
| Oro    | Lena Schoneborn   | Alemania | 1048 | 1192 | 1120 | 2240      | 5600  |
| Plata  | Adrienn Tóth      | Hungría  | 1072 | 1232 | 1160 | 2084      | 5548  |
| Bronce | Viktoria Tereshuk | Ucrania  | 832  | 1208 | 1200 | 2296      | 5536  |

### Equipos
| Puesto | País     | ESG  | NAT  | HÍP  | CAR + TIR | Total  |
| ------ | -------- | ---- | ---- | ---- | --------- | ------ |
| Oro    | Hungría  | 2616 | 3836 | 3500 | 6388      | 16.340 |
| Plata  | Alemania | 2424 | 3548 | 3480 | 6772      | 16.224 |
| Bronce | Francia  | 2424 | 3556 | 3380 | 6404      | 15.764 |

### Por relevos
| Puesto | Atletas                                     | País     | ESG | NAT  | HÍP  | CAR + TIR | Total |
| ------ | ------------------------------------------- | -------- | --- | ---- | ---- | --------- | ----- |
| Oro    | Adrienn Tóth Sarolta Kovács Leila Gyenesei  | Hungría  | 930 | 1208 | 1180 | 2260      | 5578  |
| Plata  | Lena Schöneborn Eva Trautmann Annika Schleu | Alemania | 734 | 1048 | 1180 | 2496      | 5458  |
| Bronce | Amélie Cazé Anaïs Eude Elfie Arnaud         | Francia  | 846 | 1092 | 1140 | 2320      | 5398  |

## Medallero
| Núm. | País            | Oro | Plata | Bronce | Total |
| ---- | --------------- | --- | ----- | ------ | ----- |
| 1    | Hungría         | 3   | 1     | 0      | 4     |
| 2    | Rusia           | 2   | 1     | 0      | 3     |
| 3    | Alemania        | 1   | 2     | 0      | 3     |
| 4    | Italia          | 0   | 1     | 0      | 1     |
| 4    | Polonia         | 0   | 1     | 0      | 1     |
| 6    | Francia         | 0   | 0     | 2      | 2     |
| 6    | Ucrania         | 0   | 0     | 2      | 2     |
| 8    | República Checa | 0   | 0     | 1      | 1     |
| 8    | Bielorrusia     | 0   | 0     | 1      | 1     |
|      | TOTAL           | 6   | 6     | 6      | 18    |